# Brad Moss
Brad Moss (ur. 1971) – amerykański brydżysta z tytułem World Grand Master (WBF).

## Wyniki brydżowe

### Zawody światowe
W światowych zawodach zdobył następujące lokaty:
| Mistrzostwa Świata. Konkurencja teamów | Mistrzostwa Świata. Konkurencja teamów | Mistrzostwa Świata. Konkurencja teamów   | Mistrzostwa Świata. Konkurencja teamów | Mistrzostwa Świata. Konkurencja teamów | Mistrzostwa Świata. Konkurencja teamów |
| Rok                                    | Miejsce                                | Zawody                                   | Kategoria                              | Drużyna                                | Pozycja                                |
| -------------------------------------- | -------------------------------------- | ---------------------------------------- | -------------------------------------- | -------------------------------------- | -------------------------------------- |
| 2011                                   | Pekin                                  | SportAccord World Mind Games             | Mężczyźni                              | USA                                    | 2                                      |
| 2011                                   | Veldhoven                              | 40. Mistrzostwa Świata Teamów            | Trans                                  | Amoils                                 | 39                                     |
| 2010                                   | Filadelfia                             | 13. Seria Mistrzostw Świata              | Open                                   | Diamond                                | 1                                      |
| 2006                                   | Werona                                 | 12. Mistrzostwa Świata                   | Open                                   | Ekeblad                                | 9                                      |
| 2005                                   | Estoril                                | 37. Mistrzostwa Świata Teamów            | Open                                   | USA 2                                  | 3                                      |
| 2002                                   | Montreal                               | 11. Mistrzostwa Świata                   | Open                                   | Welland                                | 65                                     |
| 2000                                   | Southampton                            | 34. Mistrzostwa Świata Teamów            | Trans                                  | Milner                                 | 2                                      |
| 1991                                   | Ann Arbor                              | 3. Młodzieżowe Mistrzostwa Świata Teamów | Juniorzy                               | USA 1                                  | 4                                      |

| Mistrzostwa Świata. Konkurencja par | Mistrzostwa Świata. Konkurencja par | Mistrzostwa Świata. Konkurencja par | Mistrzostwa Świata. Konkurencja par | Mistrzostwa Świata. Konkurencja par | Mistrzostwa Świata. Konkurencja par |
| Rok                                 | Miejsce                             | Zawody                              | Kategoria                           | Partner                             | Pozycja                             |
| ----------------------------------- | ----------------------------------- | ----------------------------------- | ----------------------------------- | ----------------------------------- | ----------------------------------- |
| 2011                                | Pekin                               | SportAccord World Mind Games        | Mężczyźni                           | Fred Gitelman                       | 3                                   |
| 2010                                | Filadelfia                          | 13. Mistrzostwa Świata              | Miksty                              | Gail Moss Greenberg                 | 61                                  |
| 2010                                | Filadelfia                          | 13. Mistrzostwa Świata              | Open                                | Shane Blanchard                     | 65                                  |
| 2006                                | Werona                              | 12. Mistrzostwa Świata              | Open                                | Fred Gitelman                       | 7                                   |
| 2006                                | Werona                              | 12. Mistrzostwa Świata              | Miksty                              | Kathrine Bertheau                   | 30                                  |
| 2002                                | Montreal                            | 11. Mistrzostwa Świata              | Miksty                              | Gail Moss Greenberg                 | 8                                   |
| 2002                                | Montreal                            | 11. Mistrzostwa Świata              | Open                                | Fred Gitelman                       | 12                                  |
| 1998                                | Lille                               | 10. Mistrzostwa Świata              | Open                                | Robert Levin                        | 47                                  |

| Mistrzostwa Świata. Konkurencja indywidualna | Mistrzostwa Świata. Konkurencja indywidualna | Mistrzostwa Świata. Konkurencja indywidualna | Mistrzostwa Świata. Konkurencja indywidualna | Mistrzostwa Świata. Konkurencja indywidualna | Mistrzostwa Świata. Konkurencja indywidualna |
| Rok                                          | Miejsce                                      | Zawody                                       | Kategoria                                    | Pozycja                                      |                                              |
| -------------------------------------------- | -------------------------------------------- | -------------------------------------------- | -------------------------------------------- | -------------------------------------------- | -------------------------------------------- |
| 2011                                         | Pekin                                        | SportAccord World Mind Games                 | Mężczyźni                                    | 3                                            |                                              |

### Zawody europejskie
W europejskich zawodach zdobył następujące lokaty:
| Zawody europejskie. Konkurencja teamów | Zawody europejskie. Konkurencja teamów | Zawody europejskie. Konkurencja teamów | Zawody europejskie. Konkurencja teamów | Zawody europejskie. Konkurencja teamów | Zawody europejskie. Konkurencja teamów |
| Rok                                    | Miejsce                                | Zawody                                 | Kategoria                              | Drużyna                                | Pozycja                                |
| -------------------------------------- | -------------------------------------- | -------------------------------------- | -------------------------------------- | -------------------------------------- | -------------------------------------- |
| 2005                                   | Teneryfa                               | 2. Otwarte Mistrzostwa Europy          | Miksty                                 | Gitelman                               | 5                                      |
| 2005                                   | Teneryfa                               | 2. Otwarte Mistrzostwa Europy          | Open                                   | Rubin                                  | 17                                     |

| Zawody europejskie. Konkurencja par | Zawody europejskie. Konkurencja par | Zawody europejskie. Konkurencja par | Zawody europejskie. Konkurencja par | Zawody europejskie. Konkurencja par | Zawody europejskie. Konkurencja par |
| Rok                                 | Miejsce                             | Zawody                              | Kategoria                           | Partner                             | Pozycja                             |
| ----------------------------------- | ----------------------------------- | ----------------------------------- | ----------------------------------- | ----------------------------------- | ----------------------------------- |
| 2005                                | Teneryfa                            | 2. Otwarte Mistrzostwa Europy       | Mikst                               | Gail Moss                           | 35                                  |

## Klasyfikacja
- Brad Moss – klasyfikacja WBF (ang.)